# Energietransparenz
Energietransparenz bezeichnet die Transparenz aller Energieflüsse und der daraus resultierenden Kosten in einem bestimmten Gebäude oder einer Organisation. Genau wie z. B. Kostentransparenz ist sie ein wichtiger Bestandteil von erfolgreichem Energie-Controlling.

## Beschreibung
Eine typische Art, etwa Stromverbrauch abzurechnen, besteht in einer monatlichen oder jährlichen Ablesung eines Zählers, der den gesamten Verbrauch des Stromkunden aufsummiert. Diese Information ist für eine sorgfältige Analyse, Planung und ggf. Optimierung des Stromverbrauchs in der Regel nicht ausreichend. Will man Energie sparen, sind meistens weitere Informationen notwendig:
- wo im Gebäude bzw. in der Organisation Energie verbraucht wird,
- wann Energie verbraucht wird,
- wozu die Energie verwendet wird,
- welche Handlungsalternativen existieren

sowie möglicherweise
- wer den Verbrauch verursacht

Liegen alle diese Informationen vor, herrscht Energietransparenz.

## Komponenten
Um Energietransparenz herzustellen, sind verschiedene Dinge notwendig:
- Sensorik: Die Energieflüsse werden mithilfe von Sensoren an ausreichend vielen Punkten im Verteilungssystem überwacht, um sie nachvollziehbar zu machen. Die Messwerte müssen als Zeitreihen vorliegen, nicht nur als Momentanwerte, um Abläufe verstehen zu können.
- Aufbereitung, z. B. Visualisierung: Die erfassten Daten werden verständlich und nachvollziehbar aufbereitet, um kommunizierbar zu sein. Dabei ist die angesprochene Zielgruppe angemessen zu berücksichtigen. Kaufmännisch ausgebildete Personen können die Daten für ein Controlling verwenden.
- Vernetzung: Insbesondere im gewerblichen Bereich verteilt sich die Verantwortlichkeit für verschiedene Aspekte des Energieverbrauchs auf unterschiedliche Akteure, möglicherweise viele. Um alle Akteure in geplante Maßnahmen einzubinden, müssen die Informationen zum Energieverbrauch allen Beteiligten vorliegen und sie müssen sich darüber austauschen können.

## Messungen
Energietransparenz erfordert eine kontinuierliche Kontrolle aller elektrischen Geräte und ihres Energieverbrauchs im Gebäude. Einige Anbieter von Smart-Home-Lösungen bieten hier Möglichkeiten zum Smart Metering.